# Жул-Едуар Албоаз дьо Пюжол
Жул-Едуар Албоаз дьо Пюжол (на френски: Jules-Édouard Alboize de Pujol) е френски драматург, историк и либретист.

## Биография
Роден е през 1805 година в Монпелие, Франция. Установява се в Париж, където дълго време ръководи Монмартърския театър.
Пише, сам или съвместно с други автори, множество пиеси и водевили. Автор е и на няколко исторически книги, включително история на Бастилията.
Умира на 9 април 1854 година в Париж на 49-годишна възраст.

## Творчество

### Драматургия
- Christiern de Danemark, ou les masques noirs, в съавторство с Paul Foucher, Paris, Marchant, 1836.
- La Guerre des servantes, драма в пет действия и седем табла, в съавторство с Charles Emmanuel Theaulon and Jean Harel, 26 August 1837.
- L’Idiote, драма в три действия, написана в проза, поставена в Théâtre de la Porte-Saint-Antoine, 2 December 1837, Paris, JN Barba, 1837.
- Le Tribut des cent vierges, Bernard Lopez, E. Duverger, поставена в Théâtre de la Gaîté, Paris, Sn, 1841.
- Marie Simon, драма в пет действия, в съавторство с Saint-Yves, Paris, 1852.
- Les Chevaux du carrousel, ou le Dernier jour de Venise, драма в пет действия, в съавторство с Paul Foucher, Paris, Dondey Widow Dupre [S. d.].

### Либрето
- Tabarin, в съавторство с Georges Bousquet и Andrel, Paris, Grus, v. In 1852.

### Исторически съчинения
- Histoire de la Bastille depuis sa fondation (1374) jusqu’à sa destruction (1789), в съавторство с Arnold Auguste и Auguste Maquet, Paris, Library Administration, 1840.
- Description pittoresque de la succursale de l’hôtel royal des invalides à Avignon, в съавторство с Arnoult и Maquet, Avignon, Bonnet sons, 1845.
- Les Prisons de l’Europe, в съавторство с Auguste Maquet, Paris, Library Administration, 1845.
- Fastes des Gardes nationales de France, Paris, Goubaud and Olivier, 1849.